# Спасо-Преображенский собор (Хабаровск)
Спасо-Преображенский собор — православный храм в Хабаровске, кафедральный собор Хабаровской епархии Русской православной церкви. Возведён на крутом берегу Амура в 2001—2004 годах. 

## История
Исторически кафедральным храмом Хабаровской епархии являлся Христорождественский собор. Строительство нового кафедрального собора благословил Патриарх Московский и всея Руси Алексий II. Первый камень в основание храма был заложен в 2001 году. 16 октября 2004 года епископ Хабаровский и Приамурский Марк отслужил благодарственный молебен по завершении строительства. Златоглавый собор с пятью куполами сооружался на пожертвования жителей края, спонсорские средства предприятий и организаций.
Настоятелем собора является протоиерей Георгий Сивков.

## Архитектура
Высота куполов Преображенского собора составляет 83 метра, высота с крестами — 95 или 96 метров. Для сравнения — высота Дома радио, расположенного по соседству с храмом, чуть больше 40 метров. Храм был построен по проекту архитекторов Юрия Живетьева, Николая Прокудина и Евгения Семёнова. Фрески внутри храма (на куполе Спас-Вседержитель и апостолы) выполнила группа московских художников, специально приглашённая по этому случаю в Хабаровск епископом Хабаровским и Приамурским Марком. Спасо-Преображенский собор в состоянии одновременно принять три тысячи прихожан.
Собор включает два раздельных храма, основной, с центральным входом и малый (нижний храм), находящийся под основным.

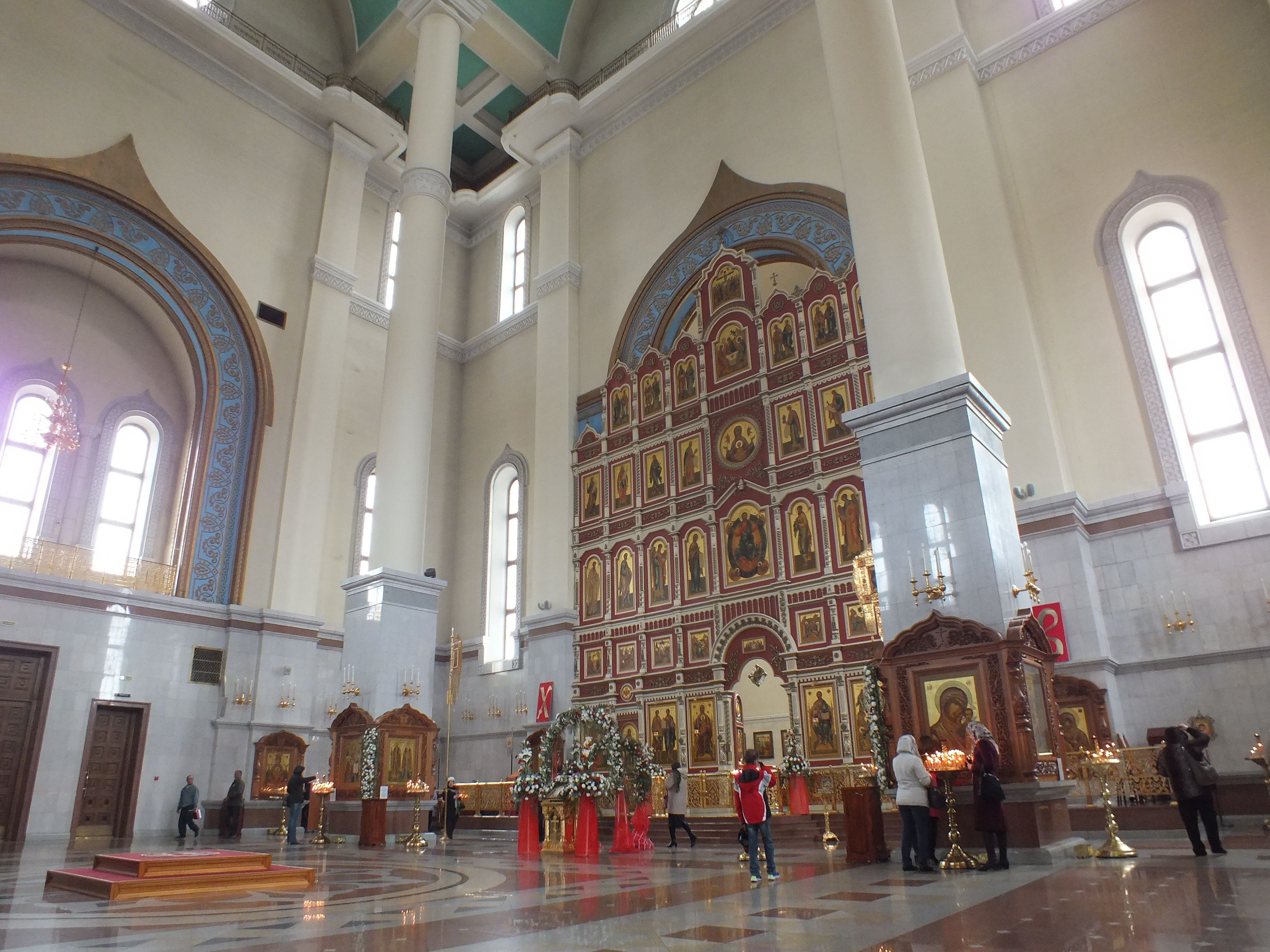
Интерьер храма. Пасха. Царские врата открыты.
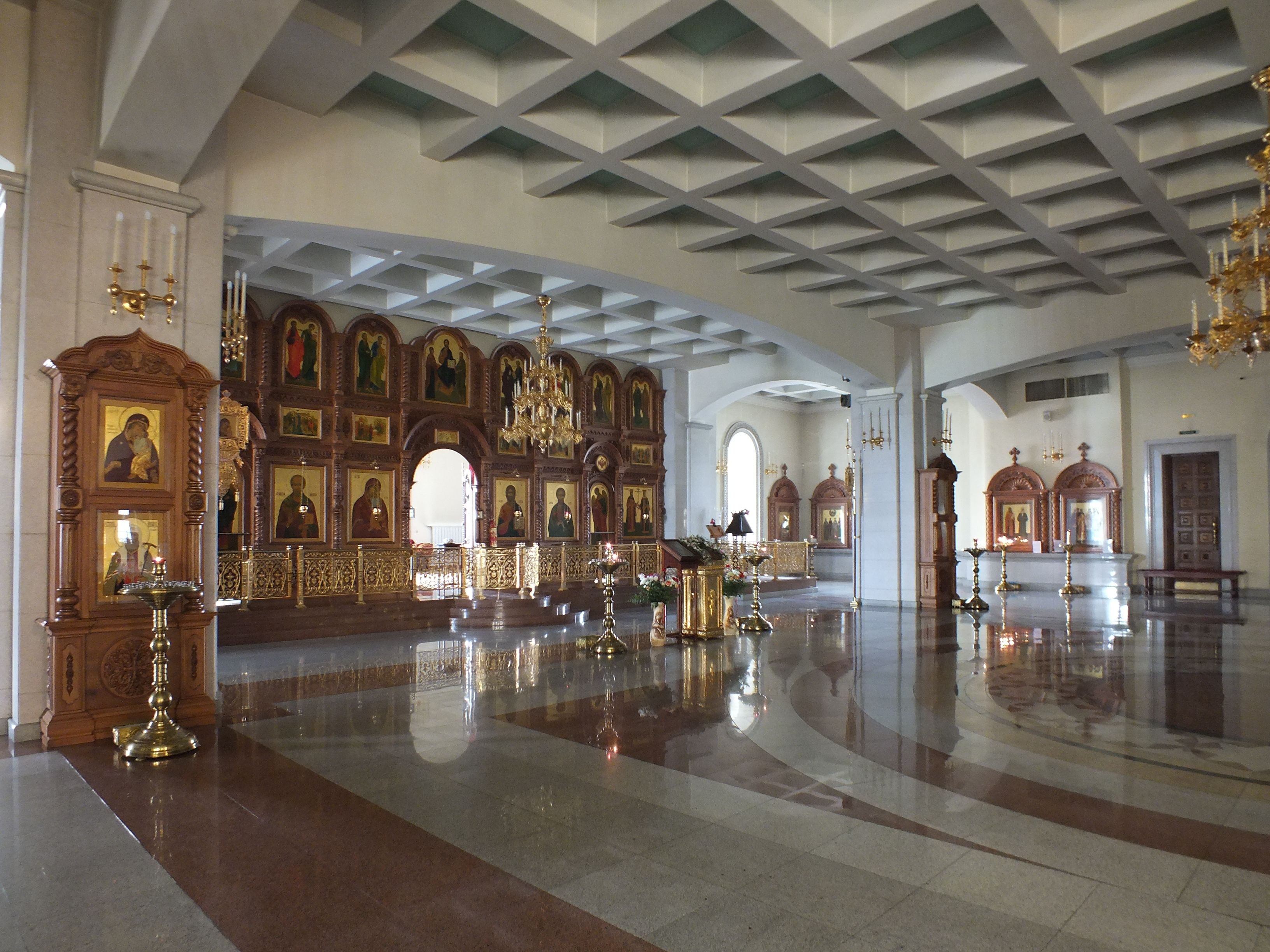
Интерьер нижнего храма. Пасха. Царские врата открыты.
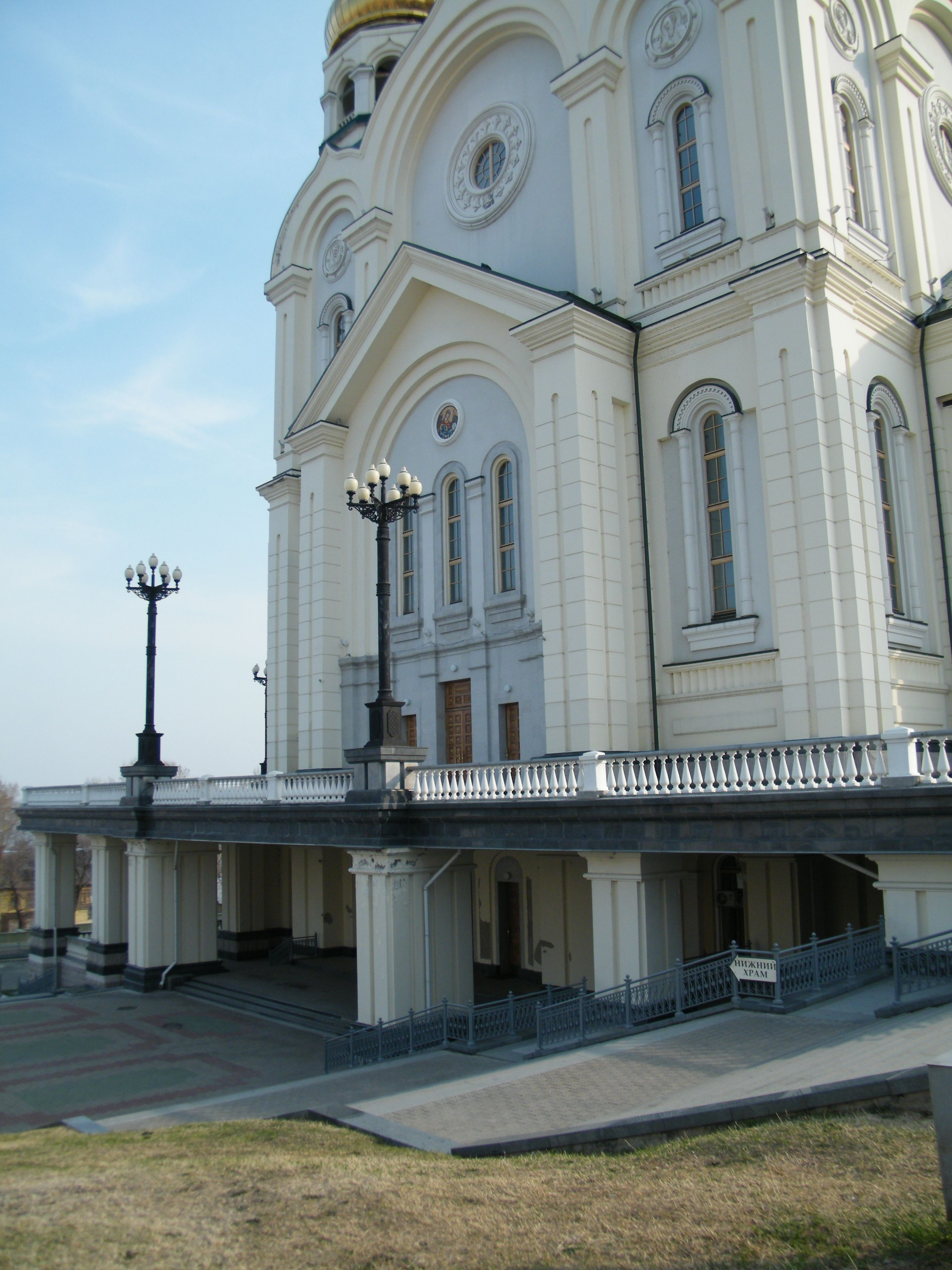
Вход в нижний храм.